# سهره زرد دماغه
سهره زرد دماغه
پرنده گنجشک‌سان کوچک از تیرهٔ سهرگان و این یک زادآور بومی ساکن در استان کیپ جنوبی آفریقای جنوبی است.
این سیسکین به‌طور محلی رایج اما خجالتی است و در دامنه‌های سنگی جنوب غربی و جنوبی کیپ، صخره‌های ساحلی و کوه‌های پوشیده از خوش‌بوته‌زارها یافت می‌شود. همچنین در شهرها و حومه کیپ تاون دیده می‌شود.